# Michele Giuseppe Canale
Michele Giuseppe Canale, född den 23 december 1808 i Genua, död där den 4 juni 1890, var en italiensk historiker.
Canale måste utstå många förföljelser på grund av sina politiska åsikter, tills han genom Cavours bemedling blev professor i historia och geografi vid tekniska institutet i Genua. Han var även överbibliotekarie vid stadsbiblioteket där. Canales främsta arbete är Storia della repubblica di Genova (5 band, 1858–1874). Vidare skrev han Krims historia (3 band, 1861), en monografi över Columbus (1863) med mera. I sin ungdom skrev han en historisk tragedi (Simonino Boccanegra, 1833) och flera historiska romaner.